# Leul din Nemeea

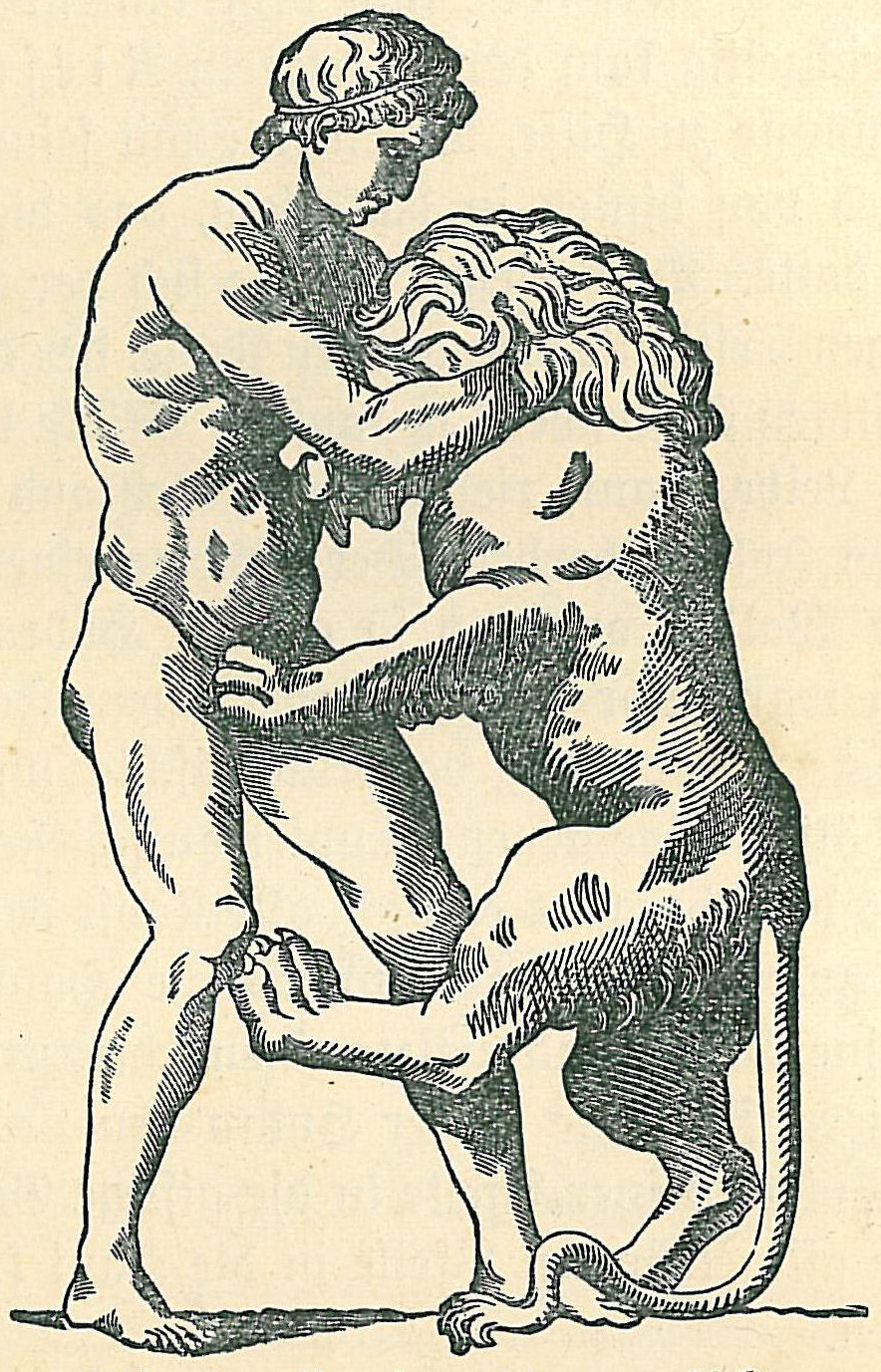
Heracles și leul

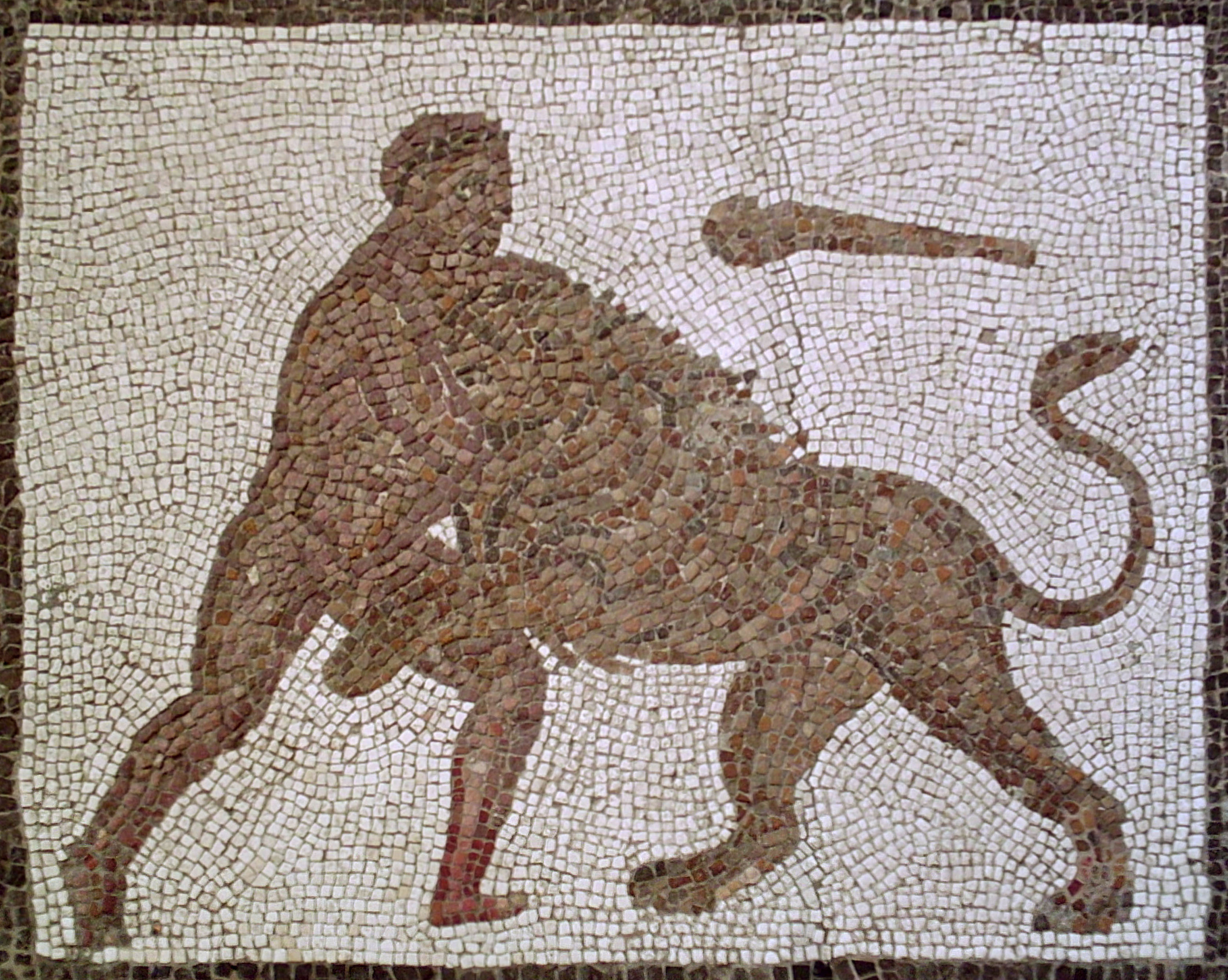
Heracles în luptă cu leul din Nemea

Leul din Nemeea (greacă modernă, Λέων της Νεμέας (Léōn tēs Neméas); Latină: Leo Nemaeus) a fost un monstru vicios din mitologia greacă, care a trăit în Nemea. El a fost în cele din urmă ucis de către Heracle. Leul a fost considerat, de obicei, puiul lui Typhon cu Echidna, dar se spune că a căzut din lună ca urmaș al lui Zeus și Selene. O a treila origine este că s-a născut în Himera. Leul Nemean a fost trimis în orașul Nemeea ca să terorizeze orașul. După ce leul a fost ucis, blana sa a devenit o pradă de lupta și a fost declarată a fi impenetrabilă.

## Prima muncă a lui Hercule
A doua muncă a lui Hercule din cele douăsprezece munci, stabilite de catre regele Euristeu (vărul său) a fost să ucidă leu din Nemea și să aducă blana sa.
Este cunoscut în mitologia greacă că leul din Nemea luat forma unei femei frumoase pentru a atragere oamenii din satele vecine, care doreau să salveze domnișoara aflată în primejdie. După intrarea în peșteră omul vedea o femeie, de obicei care se prefăcea că e rănită și se grăbea s-o ajute. Odată ce acesta era foarte aproape, femeia se transforma în leu și-l omoara. Leul devora apoi omul, oferindu-i oasele lui Hades.